# Nastradamus
Nastradamus er titlen på Nas' fjerde album fra 1999

## Spor
| Nr.           | Titel                      | Længde |
| ------------- | -------------------------- | ------ |
| 1.            | ""The Prediction""         | 1:19   |
| 2.            | ""Life We Chose""          | 4:08   |
| 3.            | ""Nastradamus""            | 4:11   |
| 4.            | ""Some of Us Have Angels"" | 4:15   |
| 5.            | ""Project Windows""        | 4:55   |
| 6.            | ""Come Get Me""            | 5:31   |
| 7.            | ""Shoot 'Em Up""           | 2:53   |
| 8.            | ""Last Words""             | 5:31   |
| 9.            | ""Family""                 | 5:16   |
| 10.           | ""God Love Us""            | 4:37   |
| 11.           | ""Quiet Niggas""           | 4:57   |
| 12.           | ""Big Girl""               | 4:19   |
| 13.           | ""New World""              | 4:00   |
| 14.           | ""You Owe Me""             | 4:47   |
| 15.           | ""The Outcome""            | 1:54   |
| Total længde: | Total længde:              | 62:33  |

## Produktion
- L.E.S.
- Havoc
- DJ Premier
- Rich Nice
- Dame Grease